# Lijst van burgemeesters van Waterdijk
Dit is een lijst van burgemeesters van de voormalige gemeente Waterdijk, gelegen op de huidige grens van België en Nederland, die bestaan heeft van 1795 tot 1814. In 1814 werd de gemeente opgesplitst, waarbij het noordelijke deel gevoegd werd bij de gemeente Philippine en het zuidelijke deel bij de gemeente Boekhoute
| Ambtsperiode | Naam burgemeester           | Leefde    | Bijzonderheden                    |
| ------------ | --------------------------- | --------- | --------------------------------- |
| 1795 - 1797  | Ambrosius Wauters           | 1748-1801 | agent municipal                   |
| 1798 - 1807  | Pieter Johannes Plasschaert | 1755-1811 | agent municipal, vanaf 1800 maire |
| 1808 - 1812  | Pieter Bernardus Luck       | 1768-1812 | maire                             |
| 1813 - 1814  | Dominicus Antonius Luck     | 1773-1848 | maire; broer van zijn voorganger  |